# زمان أباد (صحرا بردسكن)
زمان أباد (بالفارسية: زمان‌آباد) هي قرية تقع في إيران في قسم صحرا الريفي. يقدر عدد سكانها بـ 463 نسمة .